# Opposition à la pornographie

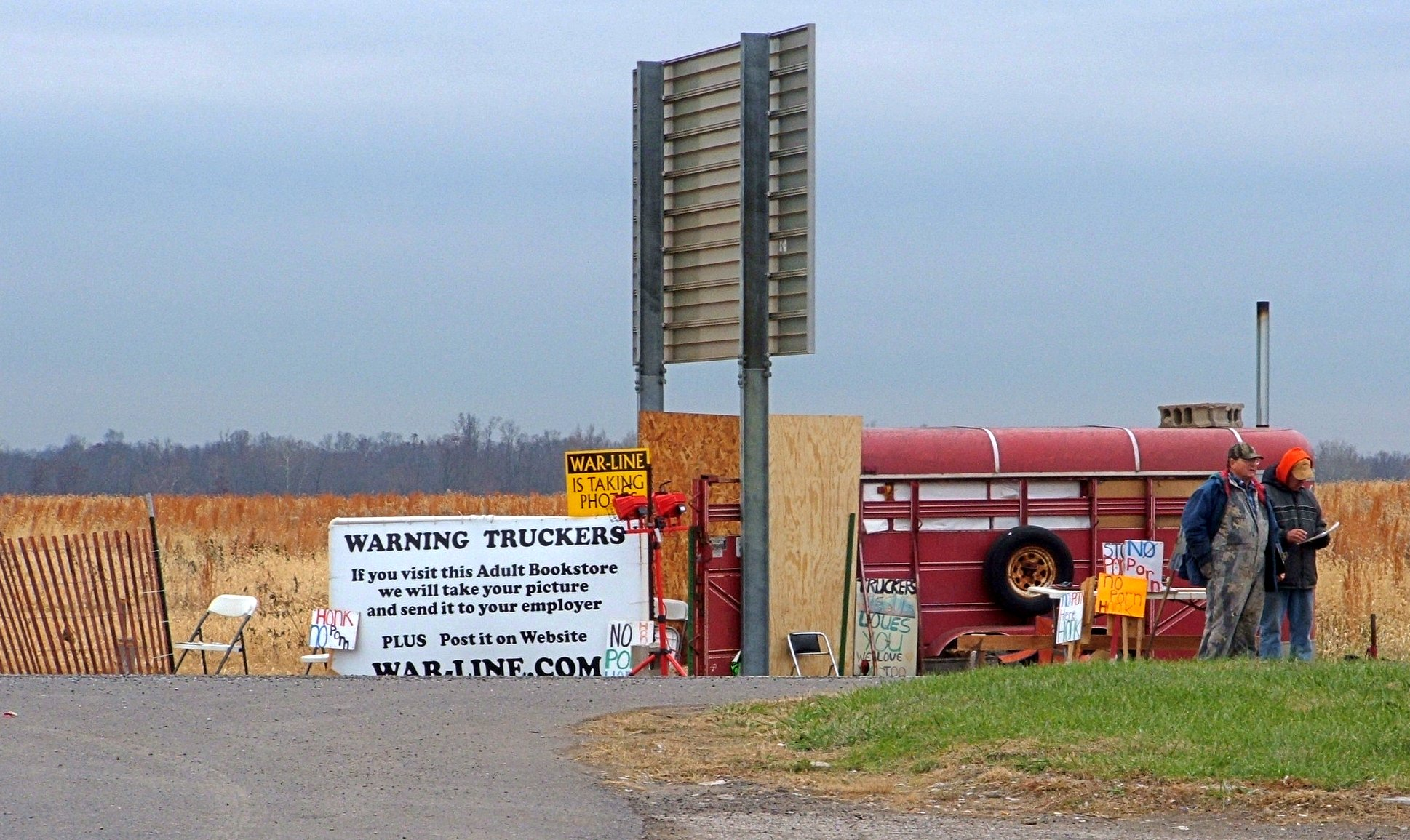
Protestation contre une librairie pour adultes à Uniontown, dans l'État de l'Indiana, aux États-Unis.

L'opposition à la pornographie englobe les courants d'opinion qui soutiennent l'idée selon laquelle la pornographie a des effets néfastes. Les arguments avancés sont nombreux : elle favoriserait la traite des êtres humains, la pédophilie et l'exploitation ; elle réduirait la sensibilité des personnes qui en consomment et entraînerait une déshumanisation des rapports humains ; elle serait une des causes de dysfonction sexuelle et engendrerait l'incapacité d'avoir un comportement sexuel sain. Beaucoup de gens qui militent contre la pornographie sont issus de groupes religieux ou féministes. D'autres s'opposent à la pornographie parce qu'ils lui attribuent un rôle important dans beaucoup de ruptures amoureuses, de séparations et de divorces.
Tous se rejoignent sur un point important de l'évolution de la pornographie : la disparition progressive des films avec protection et moyens de luttes contre les MST et le sida. Laissant place aux productions pornographiques de type no-condoms (sans préservatif), ce qui explique le nombre croissant de séropositifs dans ce milieu, essentiellement dans des productions bareback (film gay sans protection). Les organisations anti-pornographie dénoncent aussi la facilité d'accès à des contenus de type pornographique via internet. Ainsi, selon les chiffres communiqués par plusieurs sondages, un moins de 15 ans sur trois affirme avoir déjà visionné des films pornographiques. Ce phénomène de précocité coïncide avec l'évolution du Sida : de plus en plus de gens sont dépistés séropositifs alors qu'ils ont moins de quinze ans. 

## Objections scientifiques
Les opinions issues du monde scientifique sur les conséquences de la pornographie divergent. 
Certains chercheurs affirment que la pornographie porte préjudice à la société, car elle augmenterait les risques d'agression sexuelle,. Les résultats des recherches sur ce sujet sont exposés dans The Effect of Pornography: Consumption of Pornography. 
En revanche, d'autres études affirment qu’il existe une corrélation entre la consommation de pornographie et la diminution du nombre de crimes sexuels,,.

## Objections religieuses
La pornographie est catégoriquement interdite par des religions, tout particulièrement par le judaïsme, le christianisme, l'islam et l'hindouisme. Ceci au contraire des religions antiques.
Le principal argument avancé est que les relations sexuelles doivent uniquement se dérouler dans la sphère privée et dans le cadre du mariage. De plus, seuls certains actes sexuels sont autorisés.
Certains croyants, tels que Jerry Falwell, critiquent la pornographie en s’appuyant sur des principes religieux. Selon eux, les relations sexuelles ne doivent être réservées qu’aux couples hétérosexuels mariés, et elles ne peuvent être pratiquées qu’en conformité avec la volonté de Dieu. Ces conservateurs affirment également que la consommation de pornographie est un acte de luxure (considéré comme un péché par l’Église chrétienne) qui entraîne une augmentation des comportements sexuels immoraux.
Plusieurs s’opposent à la pornographie en vertu de convictions et de principes religieux. L’extrait suivant du Catéchisme de l'Église catholique présente les raisons de leur opposition :
« La pornographie consiste à retirer les actes sexuels, réels ou simulés, de l’intimité des partenaires pour les exhiber à des tierces personnes de manière délibérée. Elle offense la chasteté parce qu’elle dénature l’acte conjugal, don intime des époux l’un à l’autre. Elle porte gravement atteinte à la dignité de ceux qui s’y livrent (acteurs, commerçants, public), puisque chacun devient pour l’autre l’objet d’un plaisir rudimentaire et d’un profit illicite. Elle plonge les uns et les autres dans l’illusion d’un monde factice. Elle est une faute grave. Les autorités civiles doivent empêcher la production et la distribution de matériel pornographique. »
Certains y voient également une attaque contre la famille traditionnelle. Selon le chercheur Dolf Zillmann, qui se place du côté des positions anti-pornographiques sur le sujet, la consommation de films à caractère pornographique engendre une banalisation des actes sexuels représentés et une confusion de ces derniers avec la réalité de la sexualité. Elle présente des effets sociologiques nuisibles chez les personnes qui en visionnent régulièrement, tels qu'une indifférence pour les relations monogames à long terme et un désintérêt pour la procréation. Il expose les fondements théoriques de ses constatations dans ce passage :
« Les valeurs reflétées dans la pornographie contrastent violemment avec le concept de la famille. De fait, elles ébranlent les valeurs traditionnelles du mariage, de la famille et des enfants […]. Les scénarios pornographiques sont basés sur des relations sexuelles entre des personnes qui viennent de se rencontrer, qui ne sont ni attachées ni engagées l’une envers l’autre et qui se quitteront rapidement pour ne plus jamais se revoir […]. La gratification sexuelle dans la pornographie ne relève aucunement d’un attachement émotionnel particulier, ni d’un acte de gentillesse ou de compassion, ni d’un désir que cette relation se poursuive. Une telle prolongation impliquerait alors des responsabilités; elle imposerait des limites; elle aurait un prix […] »

## Objections féministes
Les féministes ont des opinions diverses sur la pornographie. Pour bon nombre d'entre elles, par exemple Diana E. H. Russell, Andrea Dworkin, Catharine MacKinnon, Susan Brownmiller, Dorchen Leidholdt, Ariel Levy ou Robin Morgan, la pornographie est dégradante pour les femmes et se rend complice de la violence exercée contre elles à la fois par la production d'œuvres (dans un milieu où, selon elles, les mauvais traitements et l'exploitation des actrices sont monnaie courante) et par la consommation de ces œuvres (qui, selon elles, érotise la domination et l'humiliation des femmes, et renforce les comportements sociaux et sexuels qui favorisent le viol et le harcèlement sexuel). Par contre, les féministes font souvent des distinctions entre les diverses formes de pornographie.

### Historique
Dès la fin des années 1970, certaines  féministes radicales dénonçant la pornographie constituent des associations, par exemple Women Against Pornography, qui organisent des activités de sensibilisation, comme des projections, des discours et des visites guidées de l'industrie du sexe à Times Square, afin de faire prendre conscience à la population du contenu des œuvres pornographiques et de l'image de la sexualité véhiculée par les boutiques érotiques et les spectacles à caractère sexuel.
La publication de L'Épreuve (Ordeal) donne des arguments féministes opposés à la pornographie. Dans cet ouvrage, Linda Boreman, héroïne de Gorge profonde sous le pseudonyme de Linda Lovelace, affirme que son mari Chuck Traynor l'a battue, violée et obligée à se prostituer depuis le début de leur relation. Il lui aurait fait jouer certaines scènes du film sous la menace d'une arme à feu, et il aurait usé de violence physique, verbale et psychologique, ainsi que de menaces, pour la contraindre. Elle a aussi raconté que son époux l'avait contrainte à se soumettre à une scène zoophile avec un chien lors d'un autre tournage. Cependant, dans le documentaire Inside Deep Throat, on voit les réalisateurs Fenton Bailey et Randy Barbato interviewer plusieurs personnes liées à Gorge profonde, dont le réalisateur Gerard Damiano et l'acteur Harry Reems. Ces derniers affirment que Linda Boreman n'a pas été forcée à participer au film et qu'ils n'ont jamais vu d'armes à feu sur les lieux du tournage. Dworkin, MacKinnon et les membres de Women Against Pornography affichent publiquement leur soutien à Linda Boreman et collaborent avec elle lors de ses apparitions publiques et de ses discours. La réflexion autour de L'Épreuve attire l'attention des féministes non plus seulement sur la consommation d'œuvres pornographiques (ce qui était le centre de leurs préoccupations dans les années 1970), mais aussi sur le milieu de la pornographie, où selon elles abondent les cas de mauvais traitement, de harcèlement, d'exploitation et de violence physique et sexuelle. Elles s'appuient aussi sur l'expérience d'autres actrices pornographiques célèbres, comme Traci Lords, et sur les témoignages exprimés dans des œuvres féministes récentes, comme Power Surge: Sex, Violence and Pornography de Susan Cole. Catharine MacKinnon propose, pour déterminer si l'industrie pornographique exploite les femmes, de poser la question suivante : les femmes choisiraient-elles de travailler dans la pornographie s'il n'y avait pas d'argent en jeu? Les critiques notent cependant que ce cadre d'analyse pourrait s'appliquer à n'importe quel autre secteur sans que les résultats ne soient différents.
Certaines féministes qui militent contre la pornographie, en particulier Andrea Dworkin et Catharine MacKinnon, préconisent l'adoption de lois qui permettraient aux femmes qui ont été agressées sexuellement ou qui ont subi un préjudice à cause de la pornographie de poursuivre en justice les producteurs de ce milieu. Le projet de loi qu'elles ont rédigé, l’Antipornography Civil Rights Ordinance, est voté deux fois en 1983 par la ville de Minneapolis, mais le maire Donald Fraser, affirmant que la ville n'a pas les moyens de défendre en Cour le caractère constitutionnel de la loi, y met son veto. La loi est adoptée en 1984 par la ville d'Indianapolis et approuvée par son maire William Hudnut; elle est également adoptée à Bellingham, Washington, en 1988, mais est déclarée chaque fois inconstitutionnelle par les tribunaux d'État et la Cour fédérale. En 1986, la Cour suprême des États-Unis corrobore les décisions des autres tribunaux sur le cas d'Indianapolis sans faire de commentaires.
Si de nombreuses féministes militant contre la pornographie soutiennent les actions législatives, d'autres, comme Susan Brownmiller, Janet Gornick, et Wendy Kaminer objectent que ces campagnes seraient déboutées par les tribunaux, qu'elles violent le principe de liberté d'expression et qu'elles nuisent à la lutte contre la pornographie en détournant des efforts qui pouvaient être consacrés à des campagnes d'éducation et à des actions directes.
Bon nombre de militantes féministes se décrivant comme radicales sur les questions touchant la sexualité, comme Ann Simonton, Nikki Craft et d'autres membres du mouvement Media Watch, connaissent des démêlés avec la justice pour exhibition au cours d'actions de dénonciation de la pornographie. Elles appliquent des principes de désobéissance civile à l'égard de l'industrie de la pornographie en déchirant des exemplaires de magazines présentant des scènes violentes et représentant selon elles le viol comme un divertissement sexuel. Au cours de ces actions, elles affirment rejeter les représentations de la sexualité illustrées dans des magazines comme Hustler et Penthouse.
En 1992, la Cour suprême du Canada, dans le jugement R. contre Butler aussi appelé « décision Butler », alimente les critiques en incorporant des éléments des travaux de Dworkin et de MacKinnon dans les lois canadiennes sur l'obscénité. La Cour affirme dans ce jugement que la loi actuelle, en fondant ses principes sur le critère de la moralité ou sur des normes sociales de décence, viole le droit à la liberté d'expression exprimé dans la Charte canadienne des droits et libertés. La loi pourrait être conforme à la constitution canadienne si elle se fondait sur les principes de la Charte garantissant l'égalité des sexes. Le jugement de la Cour, avec la collaboration de MacKinnon, reprend de nombreux éléments de textes préparés par le mouvement Women's Legal Education and Action Fund (LEAF). Andrea Dworkin s'oppose aux positions de la LEAF en affirmant que les féministes ne devraient pas appuyer la loi sur l'obscénité ni chercher à réformer le droit criminel sur la question.
L'opposition entre les féministes anti-pornographie et leurs critiques s'intensifie lorsque le gouvernement canadien intente une poursuite contre la librairie gay Glad Day Bookshop, située en Ontario, en invoquant pour la première fois la décision Butler. La librairie est poursuivie pour avoir vendu un magazine sado-masochiste lesbien, Bad Attitude. En 1993, des exemplaires du livre Pornography: Men Possessing Women d'Andrea Dworkin sont confisqués par des douaniers canadiens afin d'être inspectés. Cette anecdote fait naître la légende selon laquelle les livres d'Andrea Dworkin sont interdits par une loi qu'elle a elle-même fait voter. On doit savoir cependant que la décision Butler ne reprend pas tout le contenu des travaux de Dworkin, qu'Andrea Dwordin elle-même n'appuie pas cette décision et que les livres (qui seront rendus peu après le contrôle) sont confisqués à la suite d'une mesure habituelle d'inspection qui n'a rien à voir avec la décision Butler.
À la fin des années 1970, le Royaume-Uni connaît également une vague de féminisme radical qui s'en prend à la pornographie. Les groupes Women Against Violence Against Women et Angry Women, entre autres, protestent contre l'usage d'images à caractère sexuel dans la publicité et au cinéma. Des membres de ces groupes vont jusqu'à mettre le feu dans des boutiques érotiques. Ce mouvement ne dure toutefois pas longtemps. Il est contré par des manifestations de femmes noires et handicapées, qui affirment que la pornographie est une question à laquelle s'attaque la classe moyenne blanche, mais qui fait oublier les discriminations dont sont victimes les femmes noires et handicapées.
Depuis le mouvement Metoo une reprise de la lutte contre la pornographie renaît dans divers pays. En France à l'initiative de la féministe Solveig Halloin, un mouvement Balance Ton Porn a vu le jour.

### Du point de vue de la sexologie
La sexologue belge Thérèse Hargot prend position contre la banalisation de la pornographie, notamment parce que cette dernière introduit une forme anxiogène dans la relation sexuelle à travers la norme de jouissance, la notion de performance sexuelle ou de danger lié à la sexualité. Pour elle, cette nouvelle normativité sexuelle crée une discrimination sexuée visant les femmes, et surtout les jeunes filles, qui sont dévalorisées dans le choix de partenaires nombreux, alors que les hommes ou les garçons sont valorisés. Pour y remédier, elle propose le choix de l'abstinence et de la fidélité.

### Critiques féministes de l'opposition à la pornographie
Un certain nombre de féministes, au contraire, refusent les contraintes juridiques et prônent l'accès libre à la pornographie. Ils préfèrent aborder la sexualité de façon positive et critiquent l'activisme dirigé contre la pornographie. Ces féministes défendent un large éventail de points de vue sur la question : certains affirment que la croissance du secteur de la pornographie est un élément important de la révolution sexuelle et qu'elle aurait contribué à la libération de la femme; d'autres soutiennent que l'industrie pornographique, qui exploite souvent la femme, est effectivement misogyne, mais que la pornographie peut être féministe et qu'elle l'est parfois. Ils proposent donc de réformer l'industrie pornographique plutôt que de s'y opposer. Ils contestent les théories anti-pornographie défendues par d'autres féministes et accusent ceux qui les défendent d'occulter certaines preuves, de se montrer trop prudes et d'être intolérantes à l'égard des différences sexuelles. Ils s'opposent également aux pratiques politiques des opposants, qui relèvent selon eux de la censure, et accusent les féministes qui militent contre la pornographie de défendre le statu quo en complicité avec les conservateurs.
Par ailleurs, de nombreux féministes critiquent l'hypocrisie de ceux qui veulent interdire la pornographie en raison de son caractère sexiste, mais qui ne parlent pas d'autres formes de communication au moins aussi sexistes. Dans son livre Sexwise, Susie Bright note que :
« C'est une critique différente de dire que la pornographie est sexiste. Tous les médias commerciaux le sont. C'est comme boire plusieurs verres d'eau salée et se plaindre que l'un d'entre eux est salé. La (seule) différence de la pornographie est qu'il s'agit de gens qui font l'amour, et nous vivons dans un monde qui ne peut pas tolérer cette image [...] »
Parmi les défenseurs de ce point de vue et d'idées similaires, on compte également la sociologue Laura Kipnis, l'écrivain et thérapeute Patrick Califia ainsi que l'écrivain et actrice pornographique Nina Hartley.

## Organisations et lois anti-pornographie par pays

### Afrique du Sud
Le gouvernement d'Afrique du Sud révise le Films and Publications Act, qui interdit la pédopornographie réelle et virtuelle. La pédopornographie « réelle » désigne l'utilisation de vrais enfants dans des pratiques sexuelles, tandis que la pédopornographie « virtuelle » désigne les matériaux pédopornographiques ne mettant pas en scène des enfants réels, ce qui inclut des peintures, des dessins, des images créées par ordinateur, des descriptions écrites, ou des représentations d'adultes sous la forme d'enfants. Une proposition récente au Parlement demandait l'interdiction de la pédopornographie réelle mais pas de la pédopornographie virtuelle. Le processus de la proposition, incluant des discussions avec le public, les organisations non-gouvernementales et les membres du Parlement, a été enregistré.

### États-Unis

#### Commissions du gouvernement américain sur la pornographie
Aux États-Unis, une décision de la Cour Suprême en 1969 affirma que les gens pouvaient regarder ce qu'ils voulaient si c'était dans leur cercle privé, ce qui poussa le Congrès et le président Lyndon B. Johnson à mettre en place une commission pour l'étude de la pornographie.
En 1970, la « Commission Présidentielle sur l'Obscénité et la Pornographie » conclut qu'« il n'y a pas suffisamment de preuves que l'exposition à des œuvres sexuellement explicites joue un rôle significatif dans l'encouragement de comportements délinquants ou criminels ». En général, en se limitant aux adultes, la Commission recommanda que la loi « ne devrait pas chercher à interférer avec le droit qu'ont les adultes de lire, posséder ou regarder des œuvres à caractère sexuel ». Sur le fait que ces œuvres devraient être limitées aux adultes afin de protéger les jeunes, la Commission affirma qu'il serait « inapproprié d'ajuster le niveau de communication destiné aux adultes à celui considéré comme adapté aux enfants ». Ces conclusions furent approuvées par la Cour Suprême.
Une grande partie du budget de la Commission fut utilisé pour financer des recherches sur les effets des œuvres à caractère sexuel. Dans l'une de ces expériences, l'exposition répétée d'étudiants à des œuvres pornographiques « a causé un déclin d'intérêt envers la pornographie, moins de réponse et pas d'effets durables » ; cependant, l'effet de saturation finit par se dissiper. William B. Lockhart, proviseur de la faculté de droit de l'Université du Minnesota et président de la Commission, affirma qu'avant de participer à cette commission, il était favorable au contrôle des œuvres obscènes à la fois pour les adultes et les enfants, mais qu'il avait changé d'avis après avoir vu les études scientifiques dirigées par la Commission. À propos d'autres membres de la Commission, Keating et le révérend Morton Hill, qui n'étaient pas d'accord avec lui, il affirma que « quand on oubliera ces hommes, la recherche effectuée par la commission fournira une base factuelle pour des règles fondées et intelligentes créées par les législateurs de demain ».
De son côté, le révérend Morton A. Hill, fondateur de Morality in Media, corédigea un rapport qui contredisait les conclusions de la Commission. Affirmant que la Commission était jugulée par le Premier amendement de la Constitution sur la liberté d'expression pour autoriser la pornographie, le révérend Hill et un autre membre du clergé participant à la Commission, le docteur Winfrey C. Link, rédigèrent un document nommé Hill-Link Minority Report, contredisant les conclusions du rapport officiel de la Commission. Publié en 1970, le rapport officiel fut rejeté à la fois par le président Richard Nixon et le Congrès, tandis que le rapport Hill-Link fut enregistré par le Sénat et la Chambre des Représentants. Il fut cité dans plusieurs décisions de justice contre les œuvres obscènes en 1973 dont le procès Miller v. California.

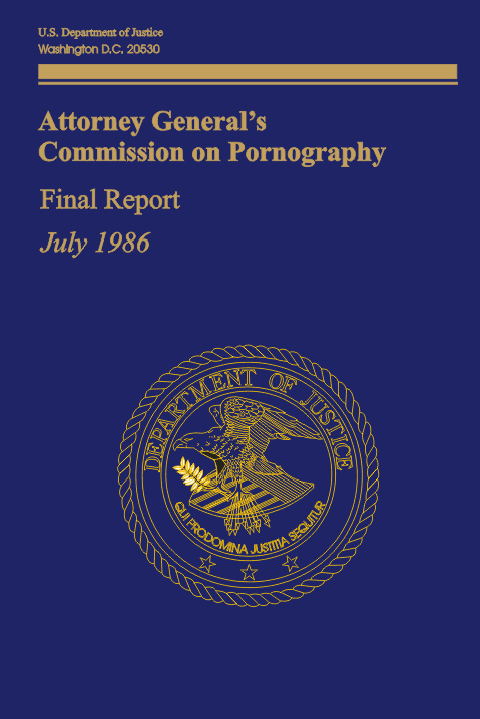
Le rapport Meese.

Le président Ronald Reagan annonça son intention de créer une commission pour étudier la pornographie, et au printemps 1985, l'Attorney général Edwin Meese réunit une commission de 11 membres, dont la plupart étaient connus pour avoir participé à des croisades anti-pornographie.
En 1986, la Commission, souvent nommée « Commission Meese », parvint à la conclusion inverse de la Commission de 1970 : la pornographie était jugée dangereuse à différents degrés. Un atelier dirigé par le docteur C. Everett Koop fournit la plupart des recherches faites par la Commission. Ayant eu peu de temps et d'argent pour développer des preuves à inclure dans le rapport de la Commission, il décida de mener un atelier d'un week-end regroupant des « autorités reconnues » du milieu. Tous les participants invités y prirent part sauf un. À la fin de l'atelier, les participants parvinrent à un consensus sur cinq points :
1. « Les enfants et les adolescents qui participent à la production d'œuvres pornographiques s'exposent à des effets néfastes et durables »
2. « L'usage prolongé de pornographie fait croire que des pratiques sexuelles rares sont courantes »
3. « Les œuvres pornographiques qui représentent les agressions sexuelles comme agréables pour les victimes encouragent l'acceptation de la violence dans les relations sexuelles »
4. « Des études de laboratoire mesurant les effets à court terme ont montré que l'exposition à de la pornographie violente fait augmenter le comportement punitif à l'égard des femmes »

Selon le docteur Koop, « Même si les preuves peuvent être ténues, nous en savons quand même assez pour conclure que la pornographie présente un danger clair et réel pour la santé publique américaine ».
En 1983, des procureurs de Californie tentèrent d'utiliser les lois anti-prostitution de l'État pour condamner un producteur et des acteurs de cinéma pornographique. La Cour Suprême de Californie décida en 1988 que ces lois n'étaient pas applicables à la production de pornographie non-obscène. Certains affirment que cette décision approuve implicitement la pornographie, et que c'est l'une des raisons pour lesquelles la plupart des œuvres pornographiques américaines actuelles sont produites en Californie.

#### Jurisprudence de la Cour Suprême des États-Unis
Dans une série d'affaires commençant par l'affaire Roth vs. United States, la Cour Suprême des États-Unis a soutenu que l'obscénité n'est pas protégée par le Premier amendement relatif à la liberté d'expression, ni par aucun autre élément de la Constitution des États-Unis d'Amérique. La Cour Suprême explique sa position ainsi :
« Différentes cours de justice sonnent l'alarme de la répression. Mais de notre point de vue, mettre sur un pied d'égalité l'échange libre et clair d'idées et de débats politiques avec l'exploitation commerciale d'œuvres obscènes n'est pas dans la conception du Premier amendement et ses grandes idées dans la lutte historique pour la liberté. C'est un mauvais usage des grandes garanties de liberté d'expression et de liberté de la presse (...) »
et, dans une autre affaire, ainsi :
« En particulier, nous soutenons qu'il y a des intérêts légitimes de l'État en jeu dans la jugulation de la vague de commercialisation d'obscénités, même en supposant qu'il est possible de renforcer les sécurités contre l'exposition des jeunes et des personnes non-impliquées. (...) Des droits et des intérêts autres que ceux des plaignants sont en jeu. (...) Cela inclut les intérêts du public pour sa qualité de vie et l'environnement communautaire, la tendance des commerces dans les centres-villes, et peut-être la sûreté du public elle-même (...) Il y a un droit de la nation et des États à maintenir une société décente (...) L'expérience, y compris celle de ces deux dernières décennies, donne une large base aux législateurs pour conclure qu'une relation sensible, utile, clé de la vie de famille, du bien de la communauté et du développement de la personnalité humaine, peut être détournée par l'exploitation commerciale crasse du sexe. »
La Cour Suprême définit l'obscénité dans l'affaire Miller vs. California en 1973 avec le test de Miller.
Le 19 mai 2008, la Cour Suprême a confirmé une loi fédérale de 2003, Prosecutorial Remedies and other Tools to end the Exploitation of Children Today Act ou Protect Act, contre la pédopornographie, dans un vote à 7 voix contre 2 dirigé par le juge Antonin Scalia dans l'affaire United States vs. Williams. Cette confirmation annule l'appel selon lequel la loi était inconstitutionnelle. Michael Williams, en Floride, a été arrêté dans une opération fédérale et reconnu coupable de diffusion d'œuvres pédophiles, car il vendait des photos dénudées de sa fille et d'autres œuvres pédopornographiques via un chat sur Internet,,.

### Royaume-Uni
Le principal groupe anti-pornographie au Royaume-Uni est le groupe Mediawatch, qui vise à criminaliser la possession d'œuvres pornographiques.
La possession d'œuvres pornographiques n'a jamais été considérée comme illégale au Royaume-Uni (sauf les œuvres pédophiles), mais en 2006, le gouvernement britannique a annoncé un projet de rendre illégale la possession d'œuvres de « pornographie extrême », passible de trois ans de prison. Cette loi fait suite à la campagne menée par Liz Longhurst après la mort de sa fille Jane Longhurst. Graham Coutts a été reconnu coupable du meurtre (mais cela a été remis en cause en juillet 2006). Selon Liz Longhurst, son acte était imputable au fait qu'il était un grand consommateur de pornographie extrême : Graham Coutts avait regardé de nombreuses œuvres pornographiques ultra-violentes sur Internet, dont des vidéos sur le fétichisme de la strangulation. La campagne de Liz Longhurst fut soutenue par des membres du Parlement, et une pétition contre les sites « faisant la promotion de la violence contre les femmes au nom de la gratification sexuelle » recueillit 50 000 signatures. Elle est soutenue par les organisations anti-pornographie Mediawatch et Mediamarch, mais pas par le mouvement Backlash, soutenu par les mouvements BDSM, les défenseurs des droits civils et des féministes anti-censure. Beaucoup de personnes ayant répondu à la consultation lancée par le gouvernement, en particulier parmi les forces de police, ont ajouté que le projet de loi devrait aller plus loin et imposer des restrictions sur toutes les formes de pornographie. Cependant, la majorité des réponses à la consultation affirment qu'il ne devrait pas y avoir de changements dans la loi.
Le gouvernement britannique exerce un contrôle plus strict sur la pornographie que ce que l'on rencontre dans d'autres pays. La diffusion de pornographie hardcore n'a été légalisée qu'en 2000, près de 30 ans après les États-Unis et les autres pays d'Europe. Les films pornographiques doivent être certifiés par le British Board of Film Classification pour pouvoir être vendus légalement. Cela fait du Royaume-Uni la démocratie libérale la plus régulée en matière de media.

### Thèses hostiles à la pornographie
- (en) Andrea Dworkin (1979).  Pornography: Men Possessing Women.  (ISBN 0452267935).
- (en) Robert Jensen (2007). Getting Off: Pornography and the End of Masculinity. Cambridge, MA: South End Press.  (ISBN 978-0-89608-776-7).
- (en) Michael Kimmel. Men Confront Pornography. New York: Meridian—Random House, 1990.  (ISBN 0452010772), un recueil d'essais visant à montrer comment la pornographie peut influencer ou blesser les hommes.
- (en) Catharine MacKinnon.  Pornography, Civil Rights, and Speech, 20 Harv. C.R.-C.L. L. Rev. 1 (1985), thèse selon laquelle la pornographie est un des mécanismes utilisés par le pouvoir pour maintenir l'inégalité entre les sexes.
- (en) Susan Brownmiller (1999). In Our Time: Memoir of a Revolution  (ISBN 0-385-31486-8).

### Critiques des opposants à la pornographie
- (en) Susie Bright. Susie Sexpert's Lesbian Sex World and Susie Bright's Sexual Reality: A Virtual Sex World Reader, San Francisco, CA: Cleis Press, 1990 et 1992. Dément les parallèles faits entre le féminisme et l'opposition à la pornographie.
- (en) Betty Dodson. Feminism and Free speech: Pornography. Feminists for Free Expression 1993. 8 mai 2002 « http://www.bettydodson.com/ffe-porn.htm »(Archive.org • Wikiwix • Archive.is • Google • Que faire ?) (consulté le 7 avril 2013)
- (en) Kate Ellis. Caught Looking: Feminism, Pornography, and Censorship. New York: Caught Looking Incorporated, 1986.
- (en) Susan Griffin. Pornography and Silence: Culture's Revenge Against Nature. New York: Harper, 1981.
- (en) Matthew Gever. Pornography Helps Women, Society , UCLA Bruin, 1998-12-03.
- (en) Michele Gregory. Pro-Sex Feminism: Redefining Pornography (or, a study in alliteration: the pro pornography position paper)
- (en) Andrea Juno et V. Vale. Angry Women, Re/Search # 12. San Francisco, CA: Re/Search Publications, 1991. Des artistes et des théoriciennes démentent l'opinion d'Andrea Dworkin et Catharine MacKinnon qui affirment parler au nom de toutes les femmes.
  - (en) A Feminist Overview of Pornography, Ending in a Defense Thereof 
  - (en) A Feminist Defense of pornography
- (en) Annalee Newitz. Obscene Feminists: Why Women Are Leading the Battle Against Censorship. San Francisco Bay Guardian Online, 8 mai 2002, 9 mai 2002
- Nadine Strossen:
  - (en) Defending Pornography: Free Speech, Sex and the Fight for Women's Rights  (ISBN 0-8147-8149-7)
  - (en) Nadine Strossen: Pornography Must Be Tolerated
- (en) Scott Tucker. Gender, Fucking, and Utopia: An Essay in Response to John Stoltenberg's Refusing to Be a Man.  in Social Text 27 (1991): 3-34. Critique des positions de John Stoltenberg et Andrea Dworkin sur la pornographie et le pouvoir.
- (en) Carole Vance. Pleasure and Danger: Exploring Female Sexuality. Boston: Routledge, 1984. Recueil d'enregistrements d'une conférence de 1982 entre les opposants à la pornographie et les théoriciennes SM lesbiennes.

### Commentaire
- (en) Romance is Dead Daniel Z. Epstein, 2007